# Myrmoteras baslerorum
Myrmoteras baslerorum är en myrart som beskrevs av Agosti 1992. Myrmoteras baslerorum ingår i släktet Myrmoteras och familjen myror. Inga underarter finns listade i Catalogue of Life.